# سنگ‌خزه‌ویسان
سنگ‌خزه‌ویسان (انگلیسی: Charophyceae) رده‌ای از سنگ‌خزه‌تباران هستند که شامل سبزتباران و گیاهان می‌شود.